# 伊万·佩列瑟普金
伊万·捷连季耶维奇·佩列瑟普金（俄语：Ива́н Тере́нтьевич Пересы́пкин，1904年6月5日（18日）—1978年10月12日），苏联通信兵元帅。

## 生平
1904年，出生于叶卡捷琳诺斯拉夫省戈尔洛夫卡普罗塔索沃村。
1919年，参加苏军。
1920年，在矿场和工厂工作。
1924年，毕业于列宁格勒托尔马乔夫军政学院。
1925年，任苏联骑兵第一师独立骑兵通信连。
1937年，从工农红军军事电工技术学院毕业，任工农红军通信科学研究所政委。
1938年，任苏军通信部政委。
1939年5月7日 – 1944年7月20日任苏联通信人民委员。
1939年，任苏军通信部副部长。1941.12.27晋升中将。
1941年，任苏联副国防人民委员兼苏军总通信部部长。
1943.3.31.晋升上将。1944年2月2日授通信兵元帅。
1945年，任陆军通信兵部长。
1958年，任国防部监察组军事顾问监察员。
1978年，在莫斯科去世。